# Pachygnatha zhui
Pachygnatha zhui là một loài nhện trong họ Tetragnathidae.
Loài này thuộc chi Pachygnatha. Pachygnatha zhui được miêu tả năm 2003 bởi Zhu, Song & Zhang.